# Surrey Senior League
De Surrey Senior League  was een Engels regionale voetbalcompetitie in het graafschap Surrey en werd opgericht in 1922.
Eind jaren 70 wilde de league ook teams uit andere graafschappen aantrekken en veranderde de naam in Home Counties League en later in Combined Counties League. De Surrey Senior League bleef evenwel verder bestaan en de kampioen kon promoveren naar de Combined Counties League maar in 2003 werd de league opgeslorpt door deze laatste en werd zo de Combined Counties Football League Division One.